# Limenitidinae
De Limenitidinae zijn een onderfamilie van vlinders uit de familie Nymphalidae. De indeling in geslachtengroepen en geslachten in dit artikel volgt die van de Nymphalidae Systematics Group.

### Neptini, 1870

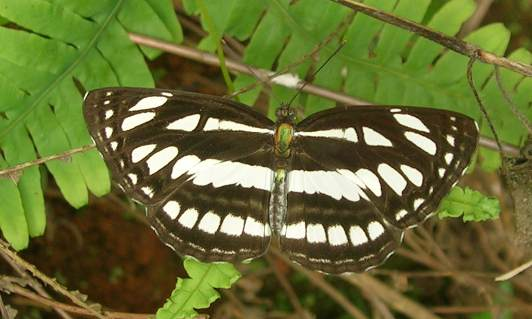
Neptis hylas
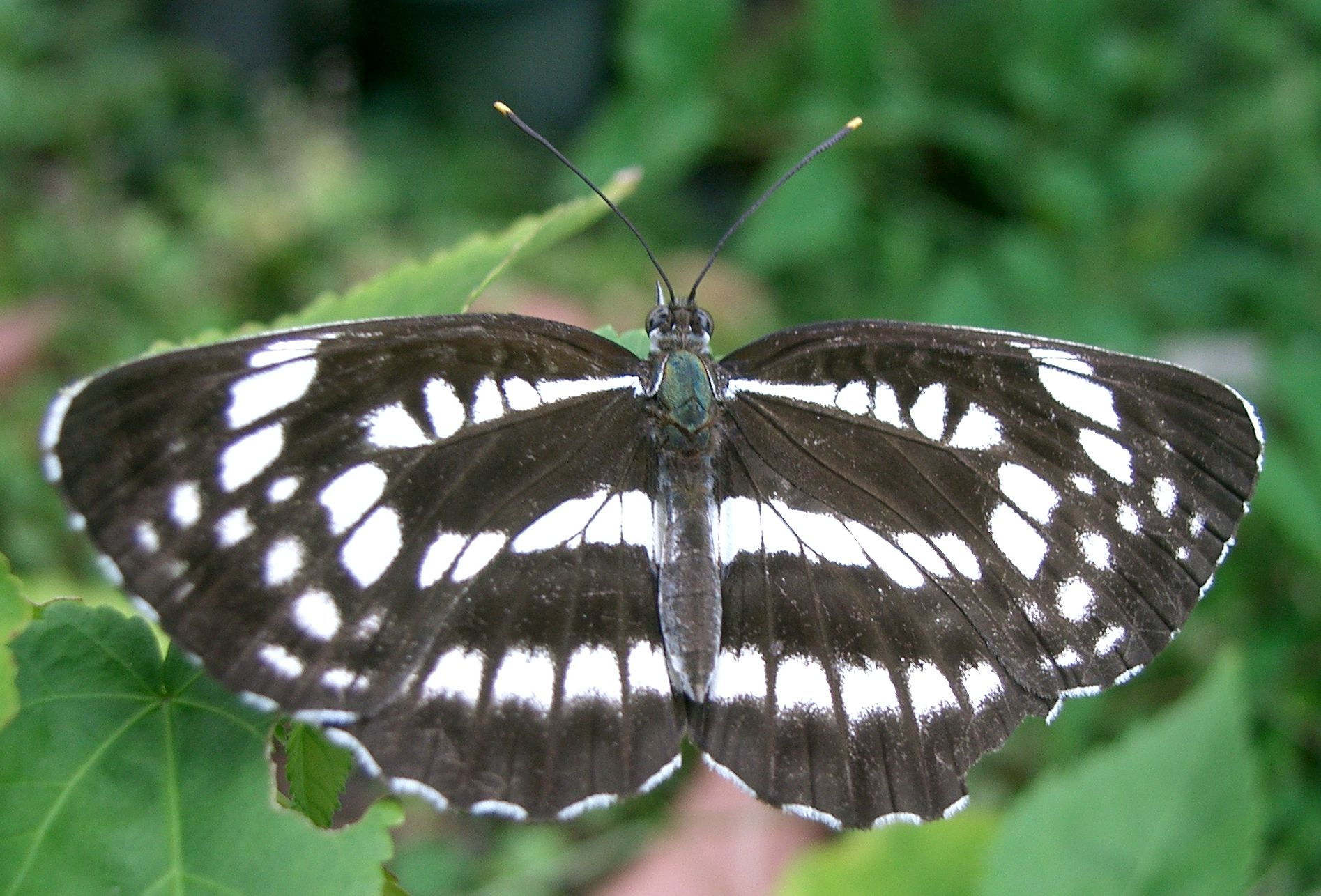
Neptis pryeri
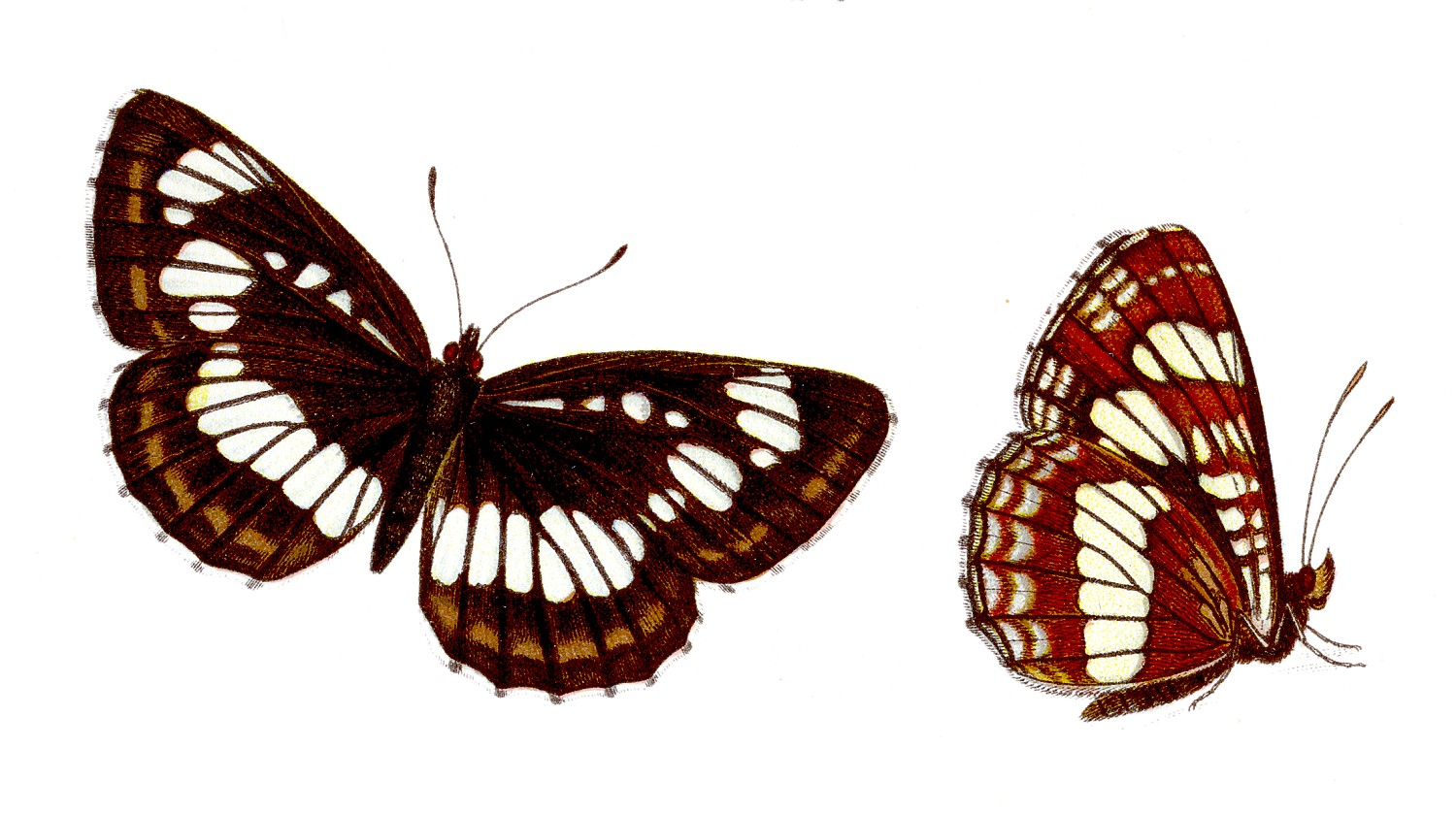
Neptis rivularis Spireazwever
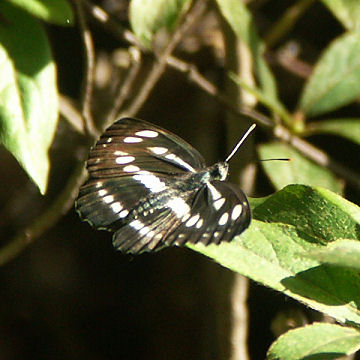
Neptis sappho Lathyruszwever
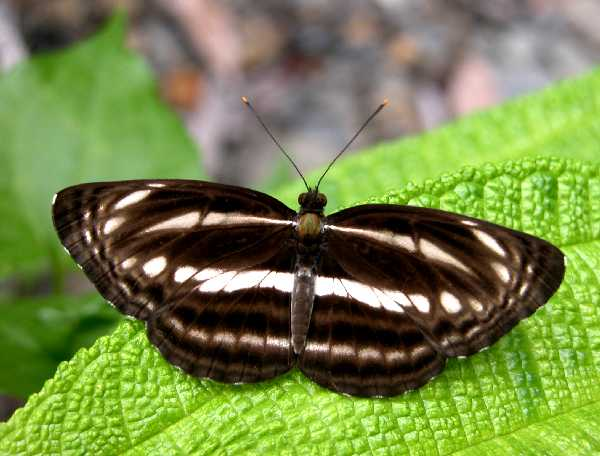
Neptis soma

## Geslachtengroepen

### ChalinginiMorishita,1996[2][3]
- Chalinga Moore, 1898[4]
  - = Seokia Sibatani, 1943
  - = Eolimenitis Kurentzov, 1950
  - = Ussuriensia Nekrutenko, 1960
- Hamanumida Hübner, 1819[5]
  - = Canopus Felder, 1861
  - = Leucotricha Rothschild & Jordan, 1903
  - = Metacrenis Butler, 1895

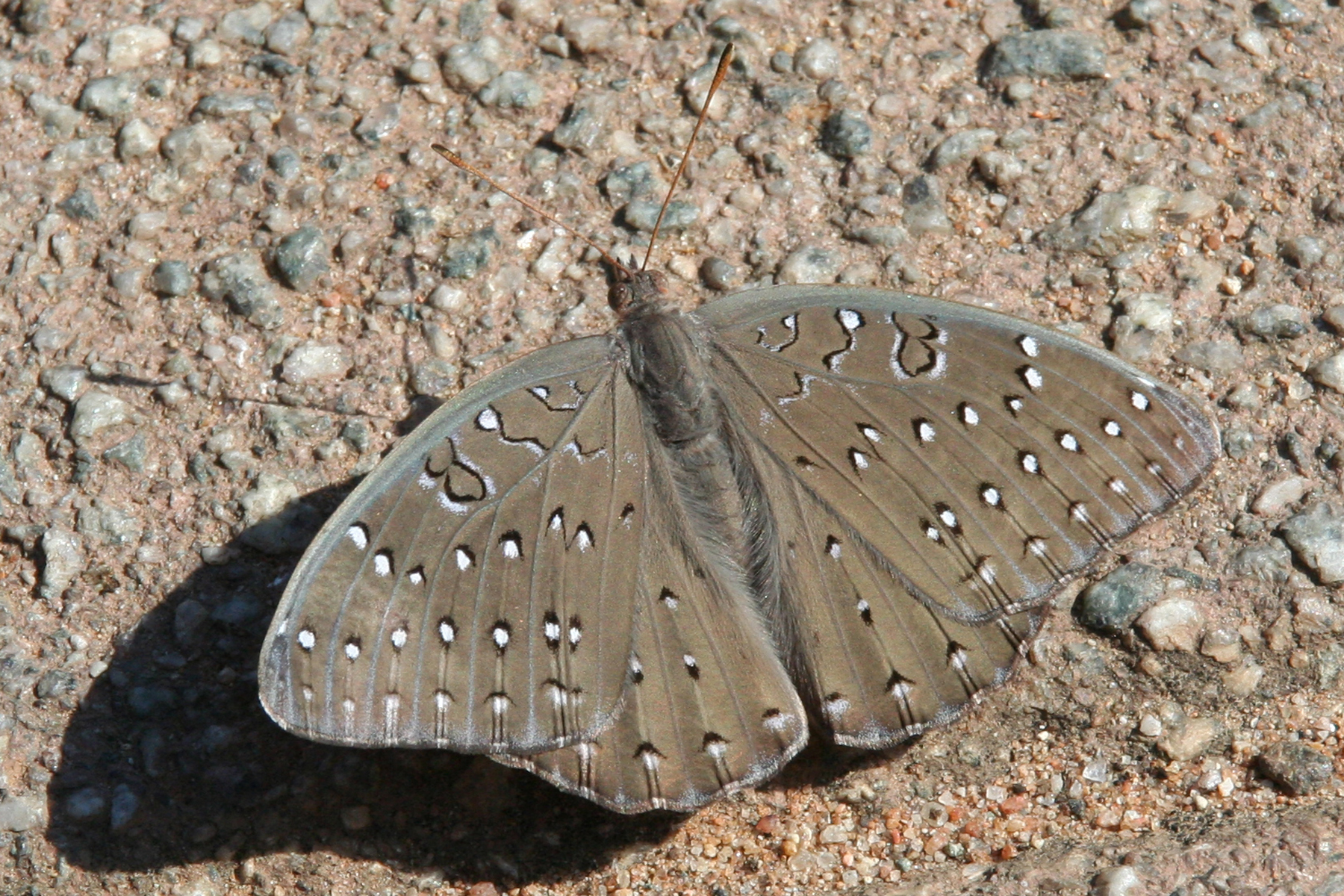
Hamanumida daedalus

### LimenitidiniBehr,1864
- Limenitis Fabricius, 1807
  - = Najas Hübner, 1806
  - = Nymphalus Boitard, 1828
  - = Nympha Krause, 1839
  - = Ladoga Moore, 1898
  - = Sinimia Moore, 1898
  - = Azuritis Boudinot, 1986
  - = Basilarchia Scudder, 1872
  - = Callianira Hübner, 1819 non Callianira Péron & Lesueur, 1808 (Ctenophora)
  - = Nymphalis Felder, 1861
- Adelpha Hübner, 1819
  - = Heterochroa Boisduval, 1836
- Athyma Westwood, 1850
  - = Parathyma Moore, 1898
  - = Tatisia Moore, 1898
  - = Kironga Moore, 1898
  - = Zabana Moore, 1898
  - = Condochates Moore, 1898
  - = Sabania Moore, 1898
  - = Balanga Moore, 1898
  - = Zamboanga Moore, 1898
  - = Chendrana Moore, 1898
  - = Pseudohypolimnas Moore, 1898
  - = Tharasia Moore, 1898
  - = Tacola Moore, 1898
- Auzakia Moore, 1898
- Lamasia Moore, 1898
- Lebadea Felder, 1861
- Lelecella Hemming, 1939
  - = Lelex de Nicéville, 1900
- Litinga Moore, 1898
- Moduza Moore, 1881
  - = Procris Herrich-Schäffer, 1864 non Procris Fabricius, 1807 (Zygaenidae)
- Pandita Moore, 1857
- Parasarpa Moore, 1898
  - = Hypolimnesthes Moore, 1898
  - = Tarattia Moore, 1898
- Patsuia Moore, 1898
- Pseudacraea Westwood, 1850
  - = Panopea Hübner, 1819 non Panopea Ménard de la Groye, 1807 (Bivalvia)
  - = Chloropoea Aurivillius, 1898
- Pseudoneptis Snellen, 1882
- Sumalia Moore, 1898
- Tacoraea Moore, 1898

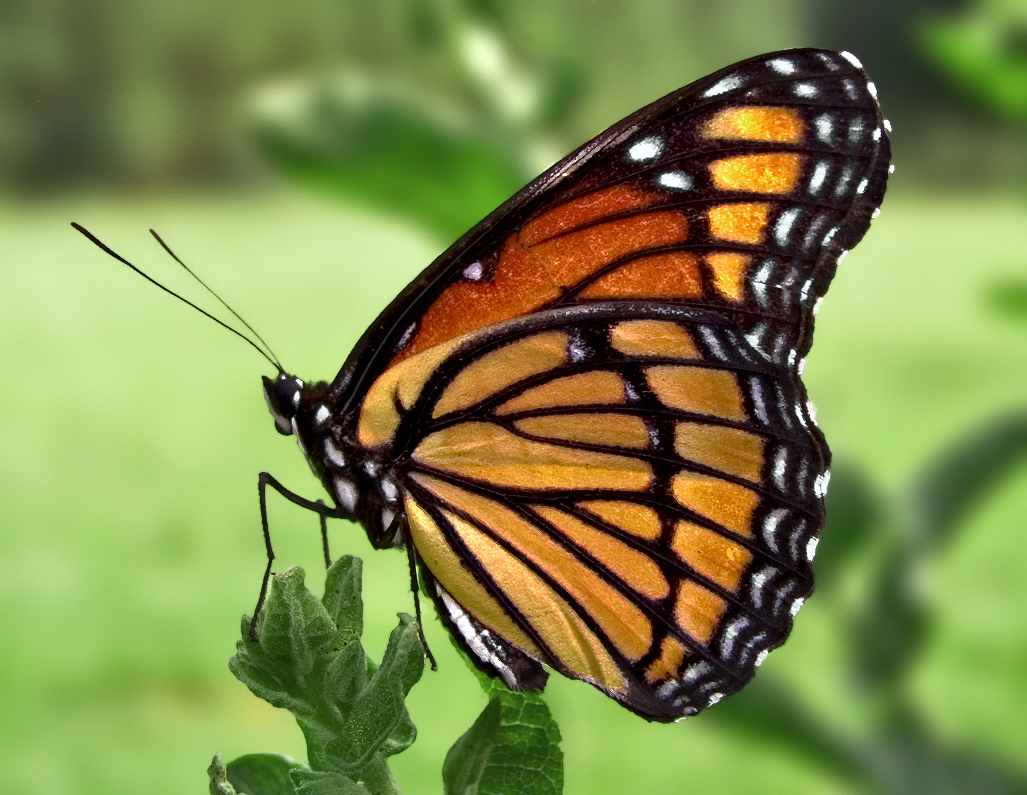
Limenitis archippus
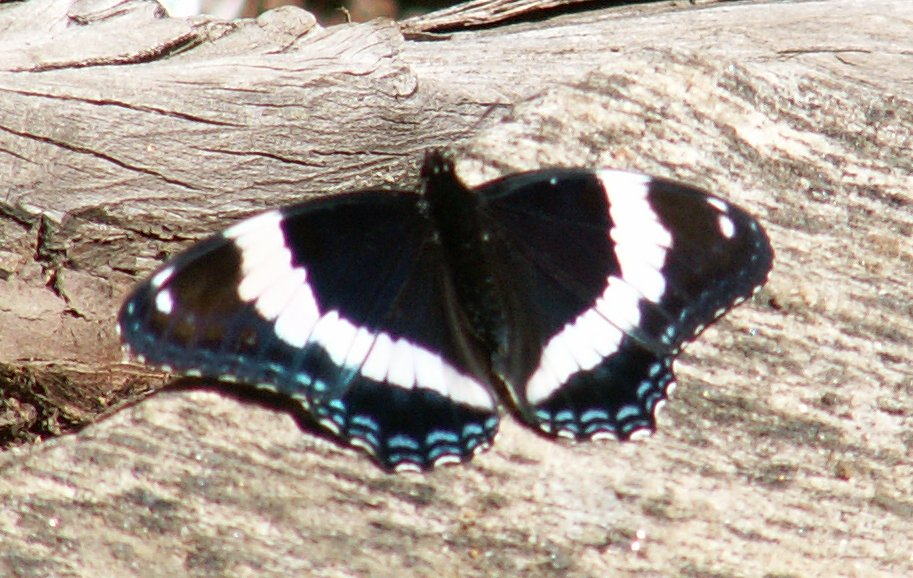
Limenitis arthemis
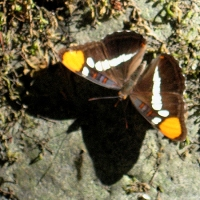
Limenitis bredowii
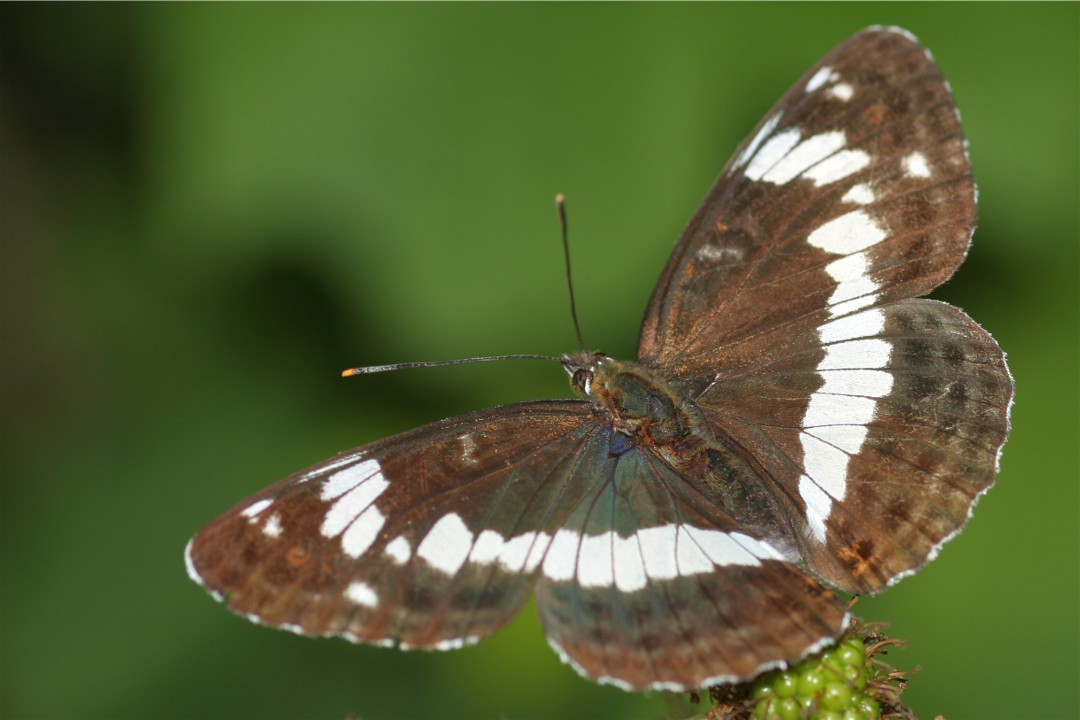
Limenitis camilla Kleine ijsvogelvlinder
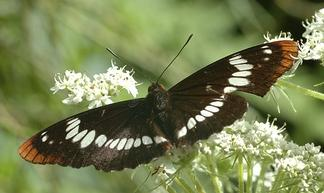
Limenitis lorquini
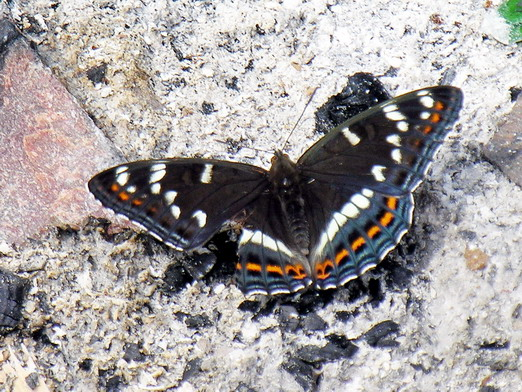
Limenitis populi Grote ijsvogelvlinder
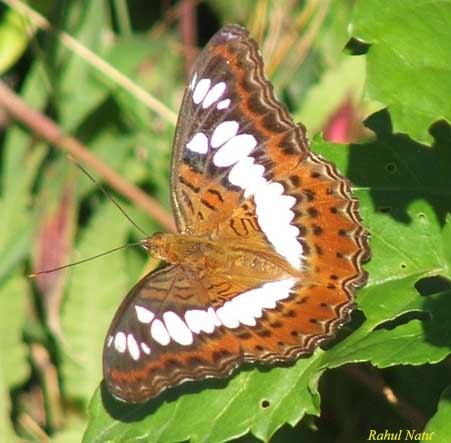
Limenitis procris
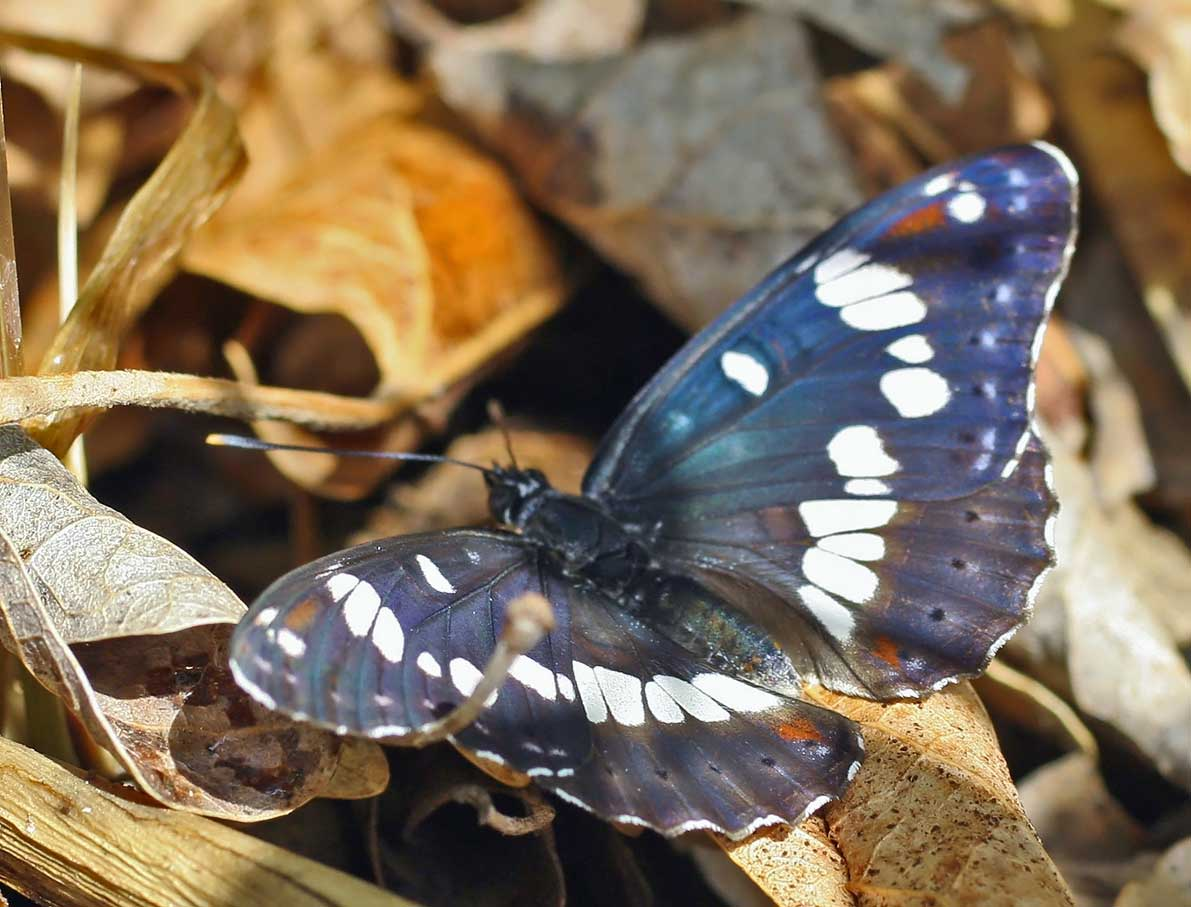
Limenitis reducta Blauwe ijsvogelvlinder
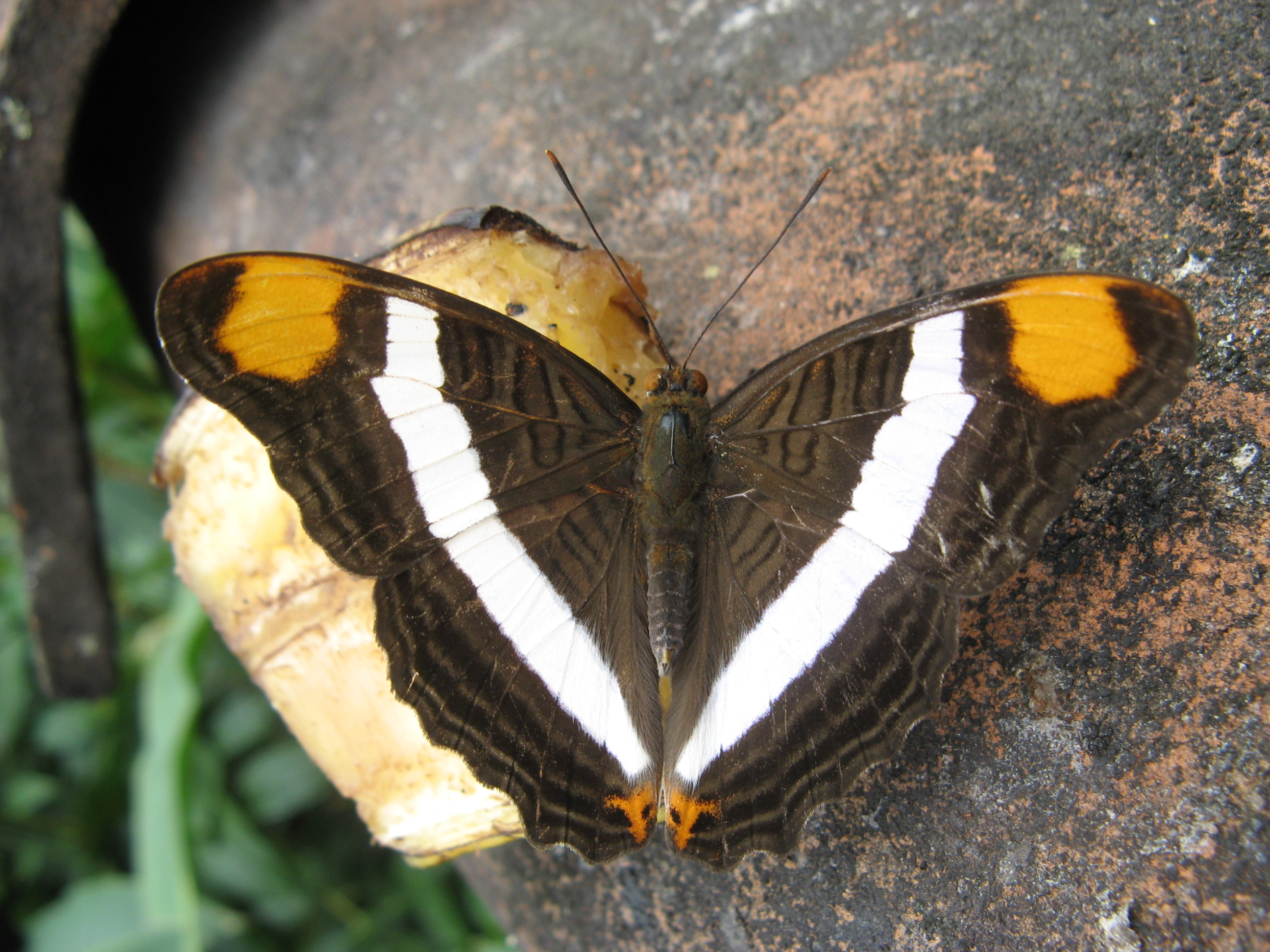
Adelpha fessonia
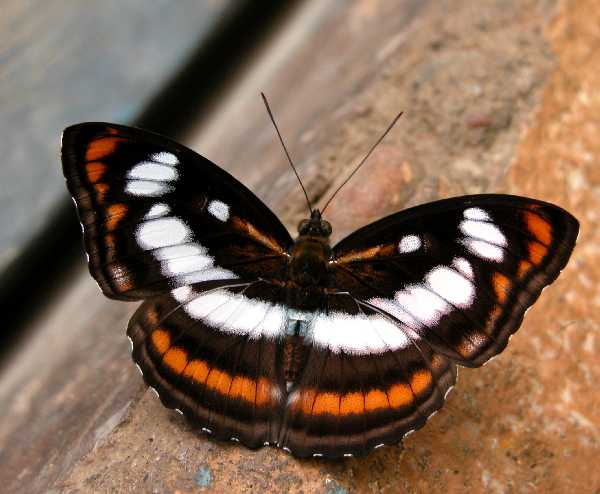
Athyma nefte
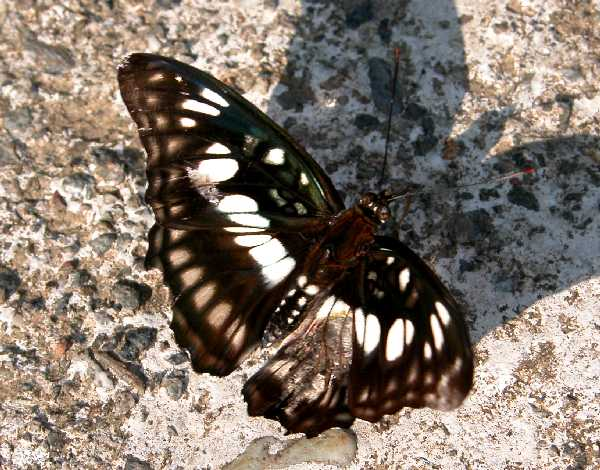
Athyma ranga
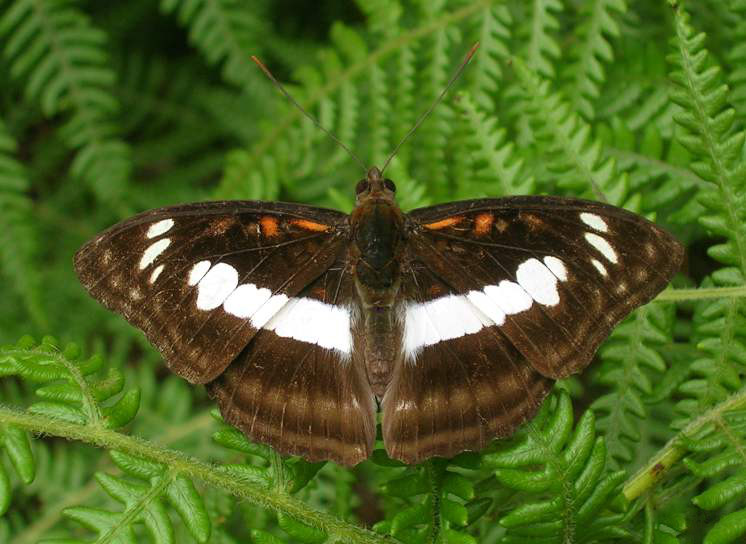
Athyma selenophora
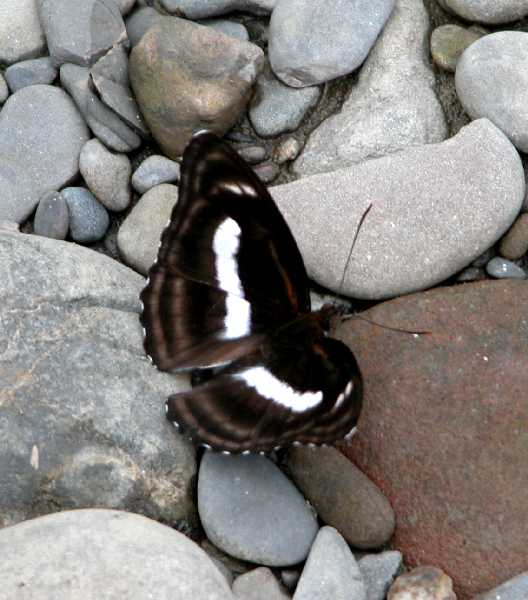
Athyma zeroca

### CymothoiniDhungel & Wahlberg,2018
- Cymothoe Hübner, 1819
  - = Pallene Doubleday, 1848
  - = Amphidema Felder, 1861
  - = Paradiadema Distant, 1880
  - = Eupithes Westwood, 1850
- Harma Doubleday, 1848
- Kumothales Overlaet, 1940

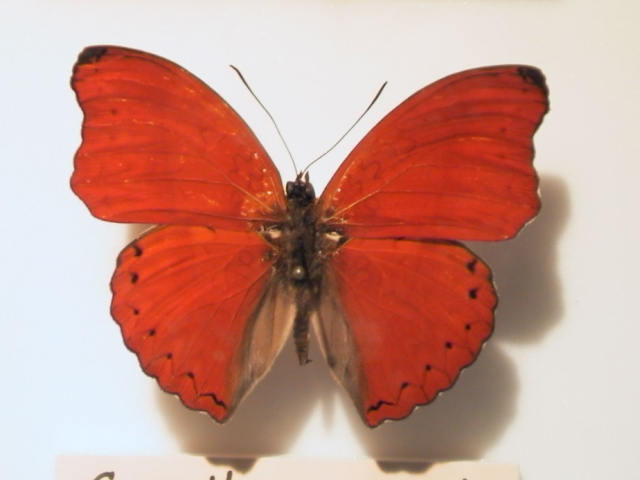
Cymothoe sangaris
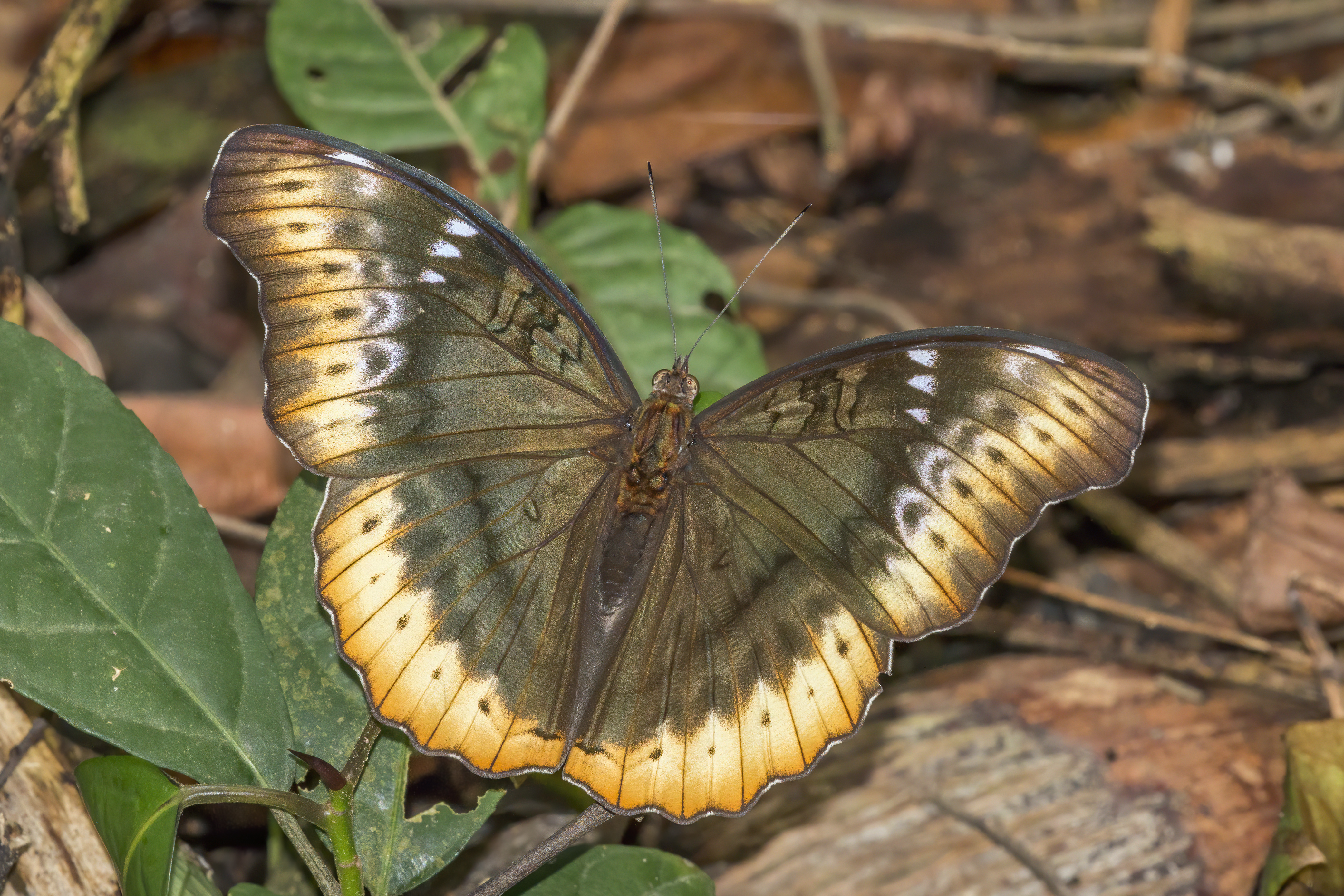
Cymothoe fumana
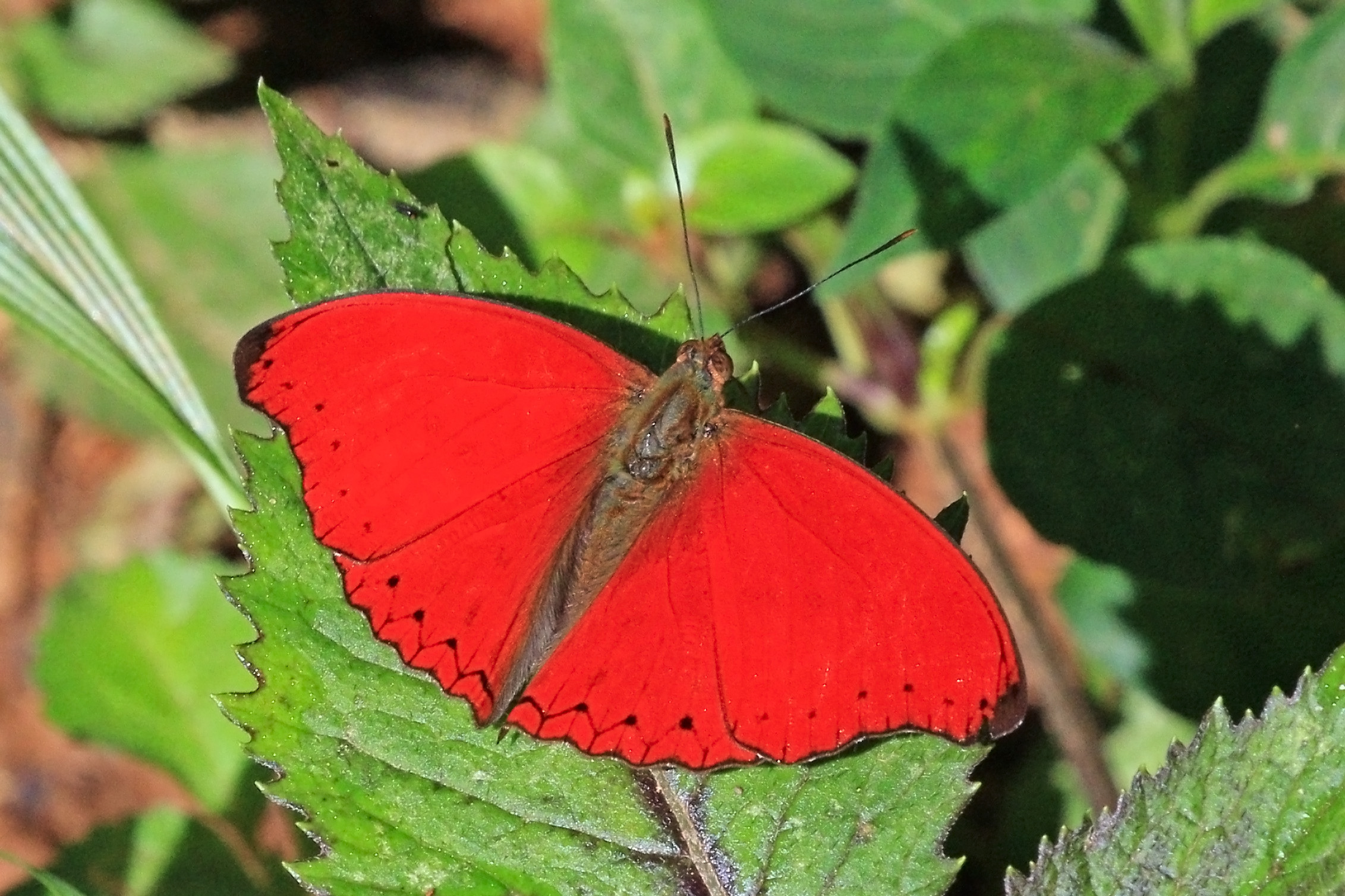
Cymothoe hobarti
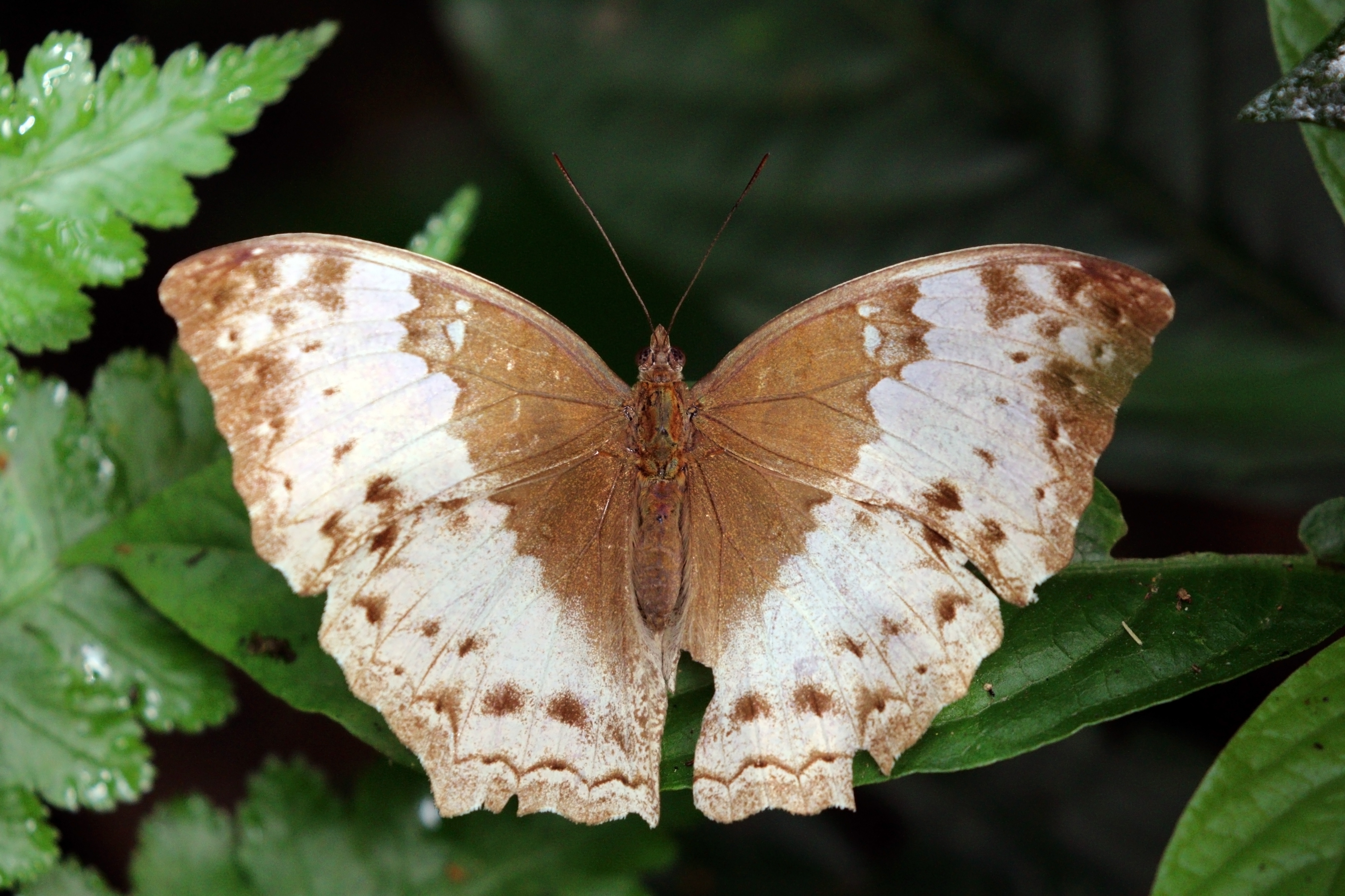
Harma theobene

### NeptiniNewman,1870
- Neptis Fabricius, 1807
  - = Philonoma Billberg, 1820
  - = Paraneptis Moore, 1898
  - = Kalkasia Moore, 1898
  - = Hamadryodes Moore, 1898
  - = Bimbisara Moore, 1898
  - = Stabrobates Moore, 1898
  - = Rasalia Moore, 1898
  - = Philonoma Moore, 1898
  - = Pandassana Moore, 1898
  - = Neptidomima Holland, 1920
- Aldania Moore, 1896
  - = Neoaldania Murayama, 1989
- Lasippa Moore, 1898
  - = Bacalora Moore, 1898
  - = Bisappa Moore, 1898
  - = Palanda Moore, 1898
- Pantoporia Hübner, 1819
  - = Acca Hübner, 1819
  - = Rahinda Moore, 1881
  - = Atharia Moore, 1898
  - = Marosia Moore, 1898
  - = Tagatsia Moore, 1898
- Phaedyma Felder, 1861
  - = Andrapana Moore, 1898
  - = Andasenodes Moore, 1898

- Neptis hylas
- Neptis pryeri
- Neptis rivularis
Spireazwever
- Neptis sappho
Lathyruszwever
- Neptis soma

### PartheniniReuter,1896
- Parthenos Hübner, 1819
  - = Minetra Boisduval, 1832
- Bhagadatta Moore, 1898

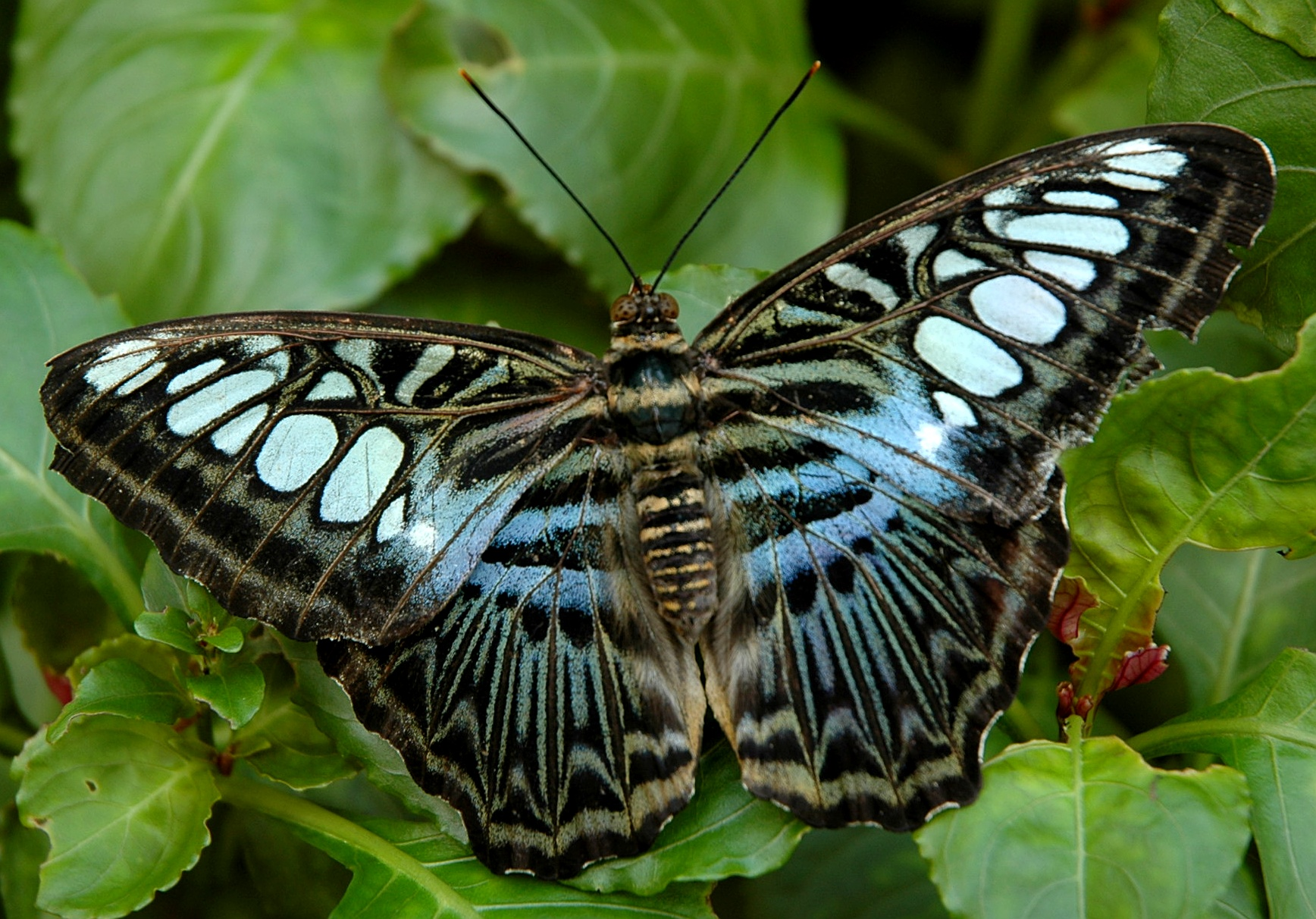
Parthenos sylvia

### AdoliadiniDoubleday,1845
- Euthalia Hübner, 1819
  - = Symphaedra Hübner, 1818
  - = Aconthea Horsfield, 1829
  - = Adolias Boisduval, 1836
  - = Itanus Doubleday, 1848
  - = Itanus Felder, 1861
  - = Nora de Nicéville, 1893
  - = Euthaliopsis Neervoort van der Poll, 1896
  - = Kirontisa Moore, 1897
  - = Limbusa Moore, 1897
  - = Mahaldia Moore, 1897
  - = Rangasa Moore, 1897
  - = Zalapia Moore, 1897
  - = Chucapa Moore, 1897
  - = Sonepisa Moore, 1897
  - = Tasinga Moore, 1897
- Abrota Moore, 1857
- Aterica Boisduval, 1833
- Bassarona Moore, 1897
  - = Labranga Moore, 1897
- Bebearia Hemming, 1960
  - = Apectinaria Hecq, 1990
- Cynandra Schatz, 1887
- Dophla Moore, 1880
- Euphaedra Hübner, 1819
  - = Proteuphaedra Hecq, 1976
  - = Xypetana Hecq, 1976
  - = Najas Hübner, 1807
  - = Romaleosoma Blanchard, 1840
  - = Harmilla Aurivillius, 1892
  - = Euphaedrana Hecq, 1976
  - = Gausapia Hecq, 1976
  - = Medoniana Hecq, 1976
  - = Neophronia Hecq, 1985
- Euptera Staudinger, 1891
- Euriphene Boisduval, 1847
  - = Radia Hecq, 1976
  - = Diestogyna Karsch, 1893
  - = Doricleana Hecq, 1994
  - = Euriphenaria Hecq, 1994
- Euryphaedra Staudinger, 1891
- Euryphura Staudinger, 1891
  - = Crenidomimas Karsch, 1894
- Euryphurana Hecq, 1992[6]
- Evena Westwood, 1850
  - = Catuna Kirby, 1871
  - = Euomma Felder & Felder, 1867
  - = Jaera Hübner, 1819 non Jaera Leach, 1814 (Isopoda)
- Lexias Boisduval, 1832
  - = Marthisa Moore, 1897
  - = Camaraga Moore, 1897
  - = Senadipa Moore, 1897
- Neurosigma Butler, 1868
  - = Acontia Westwood, 1848 non Acontia Ochsenheimer, 1816 (Erebidae)
- Pseudargynnis Karsch, 1892
- Pseudathyma Staudinger, 1891
- Tanaecia Butler, 1869
  - = Felderia Semper, 1888
  - = Cynitia Snellen, 1895
  - = Bucasia Moore, 1897
  - = Haramba Moore, 1897
  - = Passirona Moore, 1897
  - = Saparona Moore, 1897

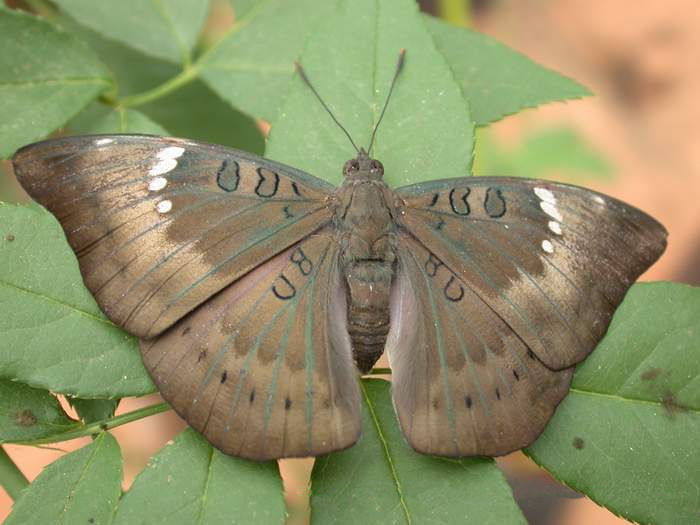
Euthalia aconthea
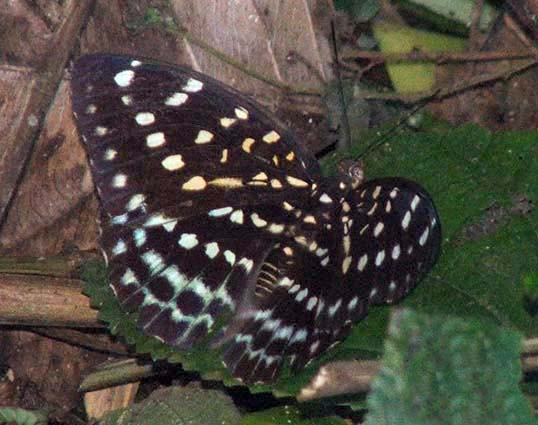
Euthalia dirtea
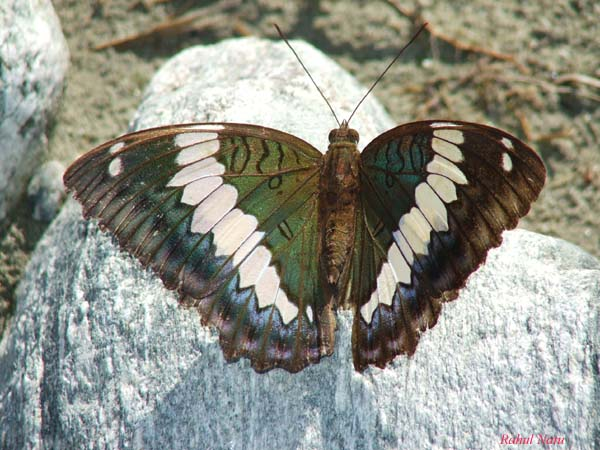
Euthalia durga
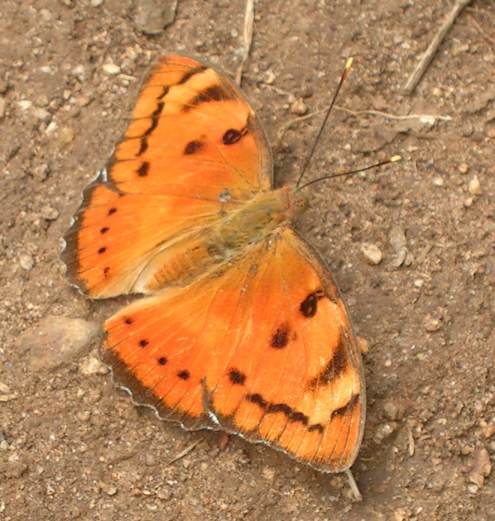
Euthalia nais
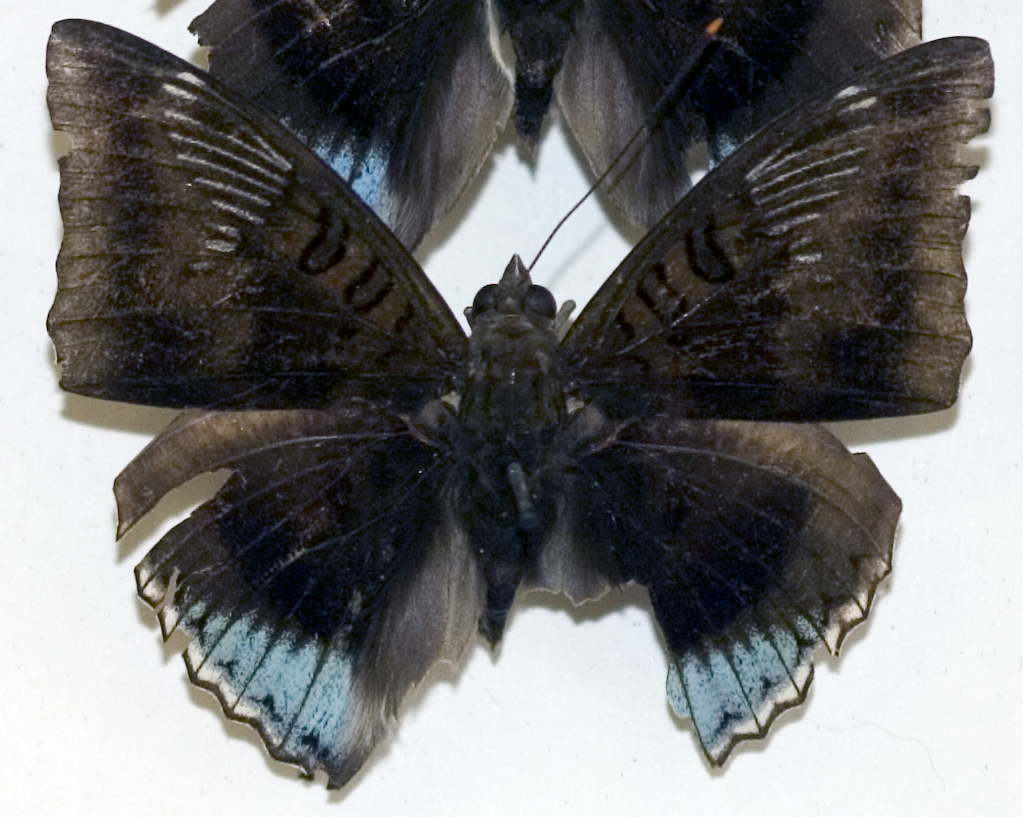
Euthalia phemius
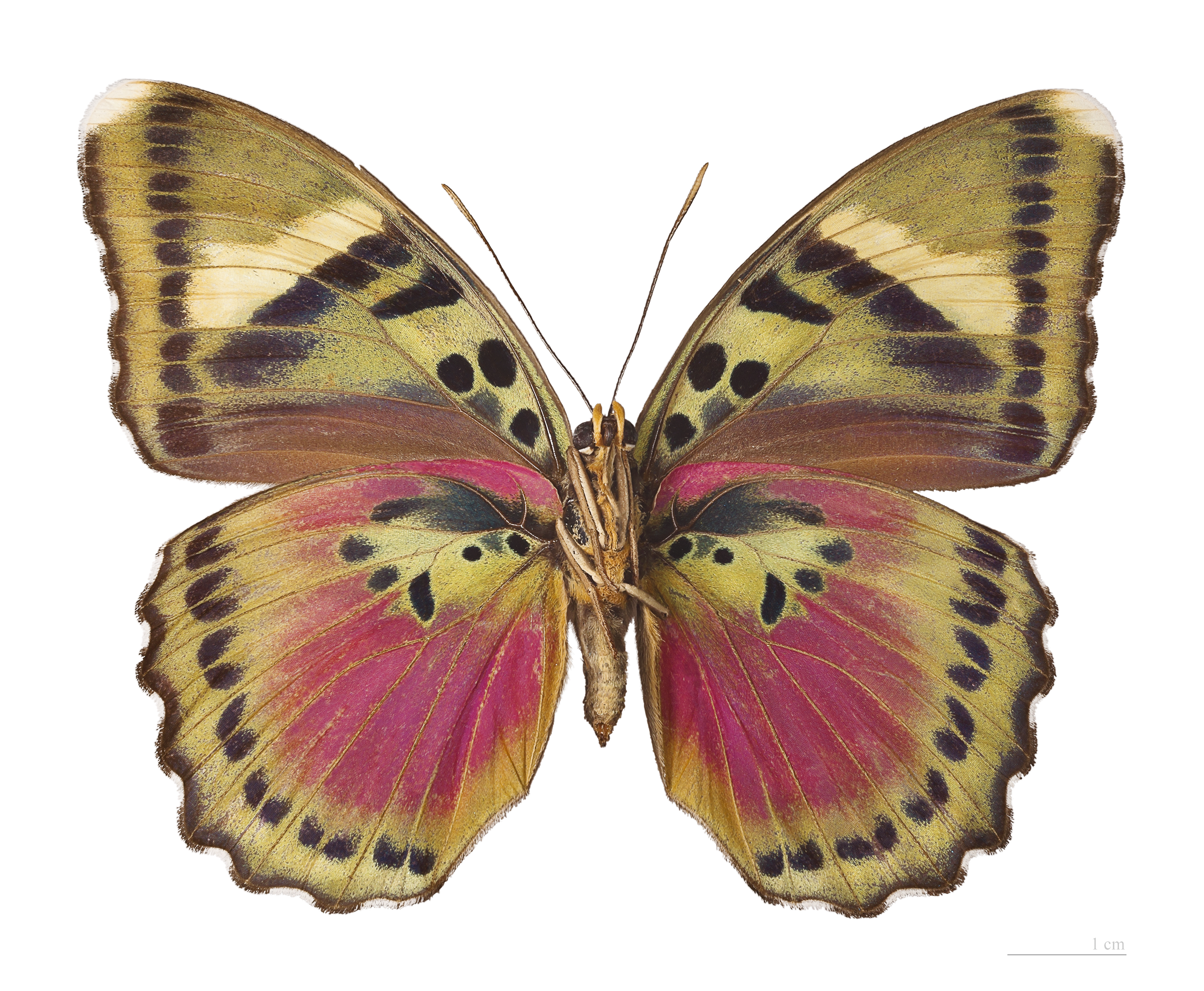
Euphaedra xypete
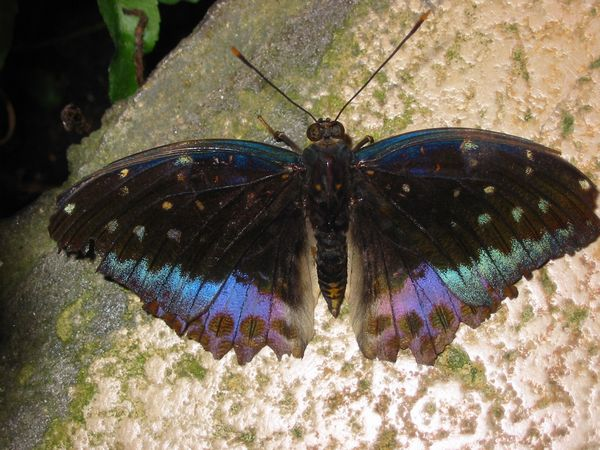
Lexias pardalis
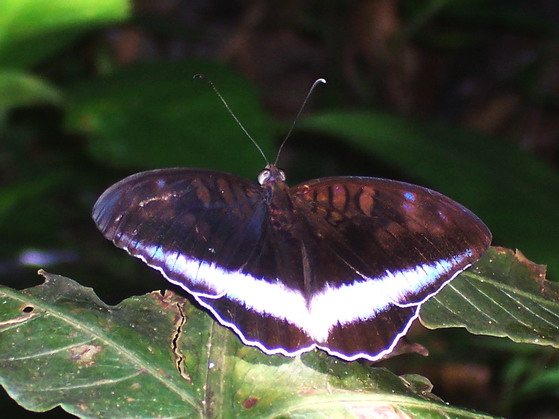
Tanaecia iapis
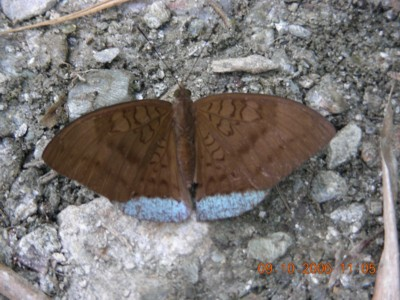
Tanaecia julii
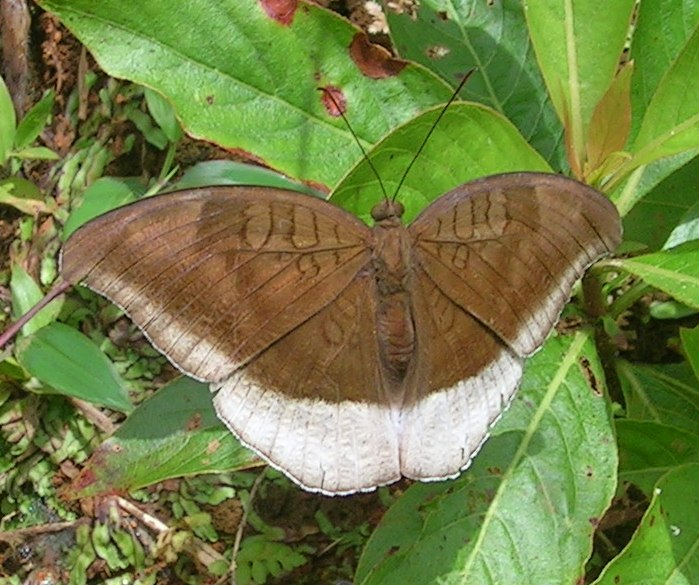
Tanaecia lepidea
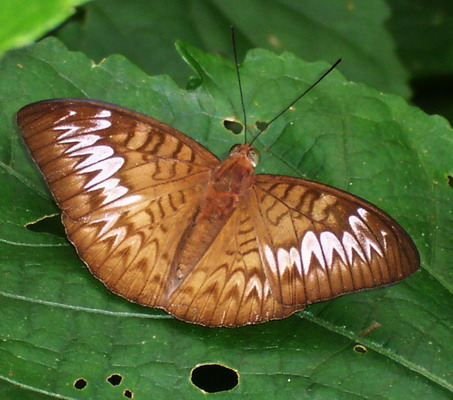
Tanaecia pelea